# XXXV Brygada Piechoty (II RP)
XXXV Brygada Piechoty – jednostka taktyczna odradzającego się Wojska Polskiego II Rzeczypospolitej.
Wchodziła w skład 18 Dywizji Piechoty.

## Działania brygady
Klęska brygady pod Iwaszczukami i Sitnem
24 lipca 1920 dowódca brygady nakazał 42 pp z trzema bateriami nacierać na głównym kierunku z Iwaszczuk, przez wzgórze 245 w kierunku na Chotyń. 9 pułk strzelców granicznych wsparty dwiema bateriami miał maszerować na Zabokrzyki i dalej na Boratyn i Korytno. Dwa bataliony 144 pp z dwiema bateriami miały obsadzić przejścia przez rzekę Płaszewkę. Szwadron 6 pułku ułanów prowadzić miał działania rozpoznawcze. Kompania saperów, pozostająca przy sztabie brygady, miała po zakończeniu natarcia fortyfikować pozycję obronną na wschód od rzeczki.
Już na wzgórzu 245 nieprzyjaciel stawił opór. 42 pułk piechoty nie zdołał przełamać jego obrony. Później nieprzyjaciel uderzył wzdłuż Płaszewki na 9 pułk strzelców granicznych. Strzelcy graniczni zaczęli się cofać, a odwodowy 144 pułk piechoty nie był w stanie udzielić wojskom pierwszego rzutu udzielić pomocy. XXXV Brygada rozpoczęła odwrót na Iwaszczuki.
9 pułk strzelców granicznych i 42 pułk piechoty wraz z taborami, częściowo w bezładzie, skupiły się w Iwaszczukach. Części 42 pp i 144 pp z artylerią obsadziły wzgórze na południe i zachód od wsi. W wyniku nieprzyjacielskiej szarży dowódca brygady wraz z całym sztabem dostał się do niewoli.
Oddziały 144 pp i artylerii oraz batalion I/42 pp z dowódcą pułku majorem Zagórskim broniły się, lecz ostatecznie musiały rozpocząć odwrót w kierunku południowym.
Nieprzyjaciel ze wszystkich stron okrążał maszerującą brygadę. Brygada wycofała się do Sitna. 144 pp poniósł w tych walkach duże straty. Z Sitna już w bezwładzie grupy żołnierzy wycofywali się ku pociągowi pancernemu „Pionier”. Dzięki działaniu pociągu pancernemu nie doszło do całkowitego rozbicia brygady. 
Inna grupa wycofywała się wzdłuż szosy na Krupiec i dotarła na tyły XXXVI Brygady i dalej kierowała się do Krupca. Na tę grupę uderzyła pościgowa brygada nieprzyjacielskiej jazdy, otwierając równocześnie ogień artylerii na Krupiec. Równocześnie część batalionu II/49 pp i 1/18 pap przeszła do kontrataku i zmusiła nieprzyjaciela do odwrotu za wzgórze. Krupiec trzymany był przez 49 pp i 1/18 pap aż do usunięcia wszystkich taborów i zorganizowania obrony Radziwiłłowa przez dowódcę dywizji.
Brygada w ofensywie nad Bugiem
W nocy z 30 września na 1 października 1920 Rosjanie wycofali większość sił sprzed odcinka Grupy gen. Krajowskiego, pozostawiając jedynie drobne oddziały, które cofając się niszczyły wszystkie mosty. 1 października  XXXV BP przełamała opór nieprzyjaciela i stanęła na linii Dobrostawka – Pogost. Dowództwo XXXV BP rozlokowało się  w Dobrostawce.

## Struktura organizacyjna
| do wyprawy kijowskiej | 8 VII 1920                    | 1 VIII 1920 | 2 IX 1920 |
| --------------------- | ----------------------------- | ----------- | --------- |
| Dowództwo             | Dowództwo                     |             |           |
| 42 pułk piechoty      | 49 pułk piechoty              | I/42 pp     | 42 pp     |
|                       | I i II/144 pułku piechoty     | I/144 pp    | 49 pp     |
|                       | II/18 pułku artylerii polowej | II/144 pp   |           |
|                       | 4/6 pułku ułanów              |             |           |
|                       | 1/XVIII kompanii saperów      |             |           |

## Żołnierze brygady
| Dowódcy brygady | Dowódcy brygady          | Dowódcy brygady             | Dowódcy brygady                |
| stopień         | Imię i nazwisko          | okres pełnienia służby      | kolejne stanowisko             |
| --------------- | ------------------------ | --------------------------- | ------------------------------ |
| płk             | Stanisław Machcewicz     | 1 lipca 1920 – 26 VII 1920) |                                |
| płk             | Jan Szyszkowski          | był 24 lipca 1920           | dostał się do niewoli          |
| płk             | Józef Becker             | był 1 sierpnia 1920         |                                |
| płk             | Gustaw Truskolaski       | od 26 sierpnia 1920         |                                |
| gen.            | Jan Ślepwron Wróblewski  | był 2 IX 1920 -27 IX        | dowódca XXXVI Brygady Piechoty |
| płk             | Romuald Jelita Dąbrowski | 27 IX – 1 XII 1920          |                                |
| ppłk            | Jan Tabaczyński (w.z.)   | 1 XII 1920 – 25 I 1921      |                                |
| płk             | Romuald Jelita Dąbrowski | 25 I 1921 -                 |                                |